# Jürgen Macho
Jürgen Macho (Bécs, 1977. augusztus 24. –) osztrák válogatott labdarúgó.

## Sikerei, díjai
- Rapid Wien
  - Osztrák Bundesliga: 2004–05

## Külső hivatkozások
- Jürgen Macho pályafutásának statisztikái a Soccerbase oldalon (angolul)

- Jürgen Macho adatlapja a National-Football-Teams.com oldalon (angolul)

- Transfermarkt profil